# Eremogone globuliflora
Eremogone globuliflora är en nejlikväxtart som först beskrevs av Karl Heinz Rechinger, och fick sitt nu gällande namn av S.S. Ikonnikov. Eremogone globuliflora ingår i släktet Eremogone och familjen nejlikväxter. Inga underarter finns listade i Catalogue of Life.